# Svikande av försvarsplikt
Svikande av försvarsplikt, brott enligt svensk rätt.
I brottsbalken 18 kap 7 § står:
"Om någon genom stympning eller annorledes, för längre eller kortare tid, gör sig oduglig till tjänstgöring, som det ålegat honom att fullgöra vid krigsmakten eller eljest för rikets försvar, eller genom att föregiva sjukdom eller medelst annat vilseledande undandrager sig sådan tjänstgöringsskyldighet, dömes för svikande av försvarsplikt till böter eller fängelse i högst två år eller, om riket var i krig, till böter eller fängelse i högst fyra år."